# Metazygia rothi
Metazygia rothi är en spindelart som beskrevs av Levi 1995. Metazygia rothi ingår i släktet Metazygia och familjen hjulspindlar.
Artens utbredningsområde är Colombia. Inga underarter finns listade i Catalogue of Life.